# 香緹·摩爾
香緹·摩爾（英語：Chanté Moore，1967年2月17日—）是一名美国創作歌手和演員。她在1990年代初期崛起，成爲知名R&B女歌手。
摩爾的首張個人專輯《Precious》於1992年發行，產生了"Love's Take Over"和"It's Alright"兩首打入Billboard百大單曲榜和R&B榜的單曲。該專輯於1994年獲美國唱片業協會（RIAA）認證為金唱片。
1995年，摩爾在惠妮·休斯頓主演電影《等待夢醒時分》的原聲帶中參與演唱了一曲"Wey U"。該原聲帶於1997年獲得全美音樂獎。
1999年，摩爾推出第三張專輯《This Moment Is Mine》，其中歌曲"Chanté’s Got A Man"登上Billboard百大單曲榜前10名，並在R&B榜獲得亞軍，成爲她成績最好的單曲，創下個人事業高峰。
2024年5月，加盟湖南卫视《歌手2024》成为首发歌手。

## 早年生活
摩爾出生於基督教福音派家庭，從小就在教堂唱詩班中演出，並受到了喬治·杜克和李·里特納的音樂影響。她在加利福尼亞州舊金山長大。22歲時，她參加了選美比賽並擔任模特兒，當時被MCA唱片公司執行製作人小路易·塞拉斯發掘。

## 外部連結
- 官方网页 （页面存档备份，存于）
- 香緹·摩爾在Allmusic上的頁面